# Radiofabrikken Always
Radiofabrikken Always var en dansk radiofabrik grundlagt i 1926 af Wilhelm Johnsen. I begyndelsen produceredes elektronikkomponenter. En højttaler kom til i 1930 og i 1934 en radiomodtager. En bilradio til 395 kr. produceredes fra 1937. Under besættelsen producerede den radiomateriel og dele til V2-raketter til Værnemagten. Det førte til modstandsbevægelsens interesse, og BOPA saboterede fabrikken Boyesgade 8, der var bevogtet af SS-mænd i et vagttårn. Det skete den 27. marts 1945. Sabotørerne optog sabotagehandlingen på en grammofonplade. Pladen blev sendt til England, hvorfra den blev udsendt i radioen.
Direktør Johnsen blev efter befrielsen bl.a. idømt fem års fængsel for værnemageri.
Firmaet overlevede og producerede efter krigen også radioer til fiskekuttere og andre småskibe. Det producerede også fjernsyn. Produktionen indstilledes i 1965.